# Carate Urio
Carate Urio é uma comuna italiana da região da Lombardia, província de Como, com cerca de 1.208 habitantes. Estende-se por uma área de 6 km², tendo uma densidade populacional de 201 hab/km². Faz fronteira com Brienno, Faggeto Lario, Laglio, Moltrasio, Schignano, Torno.

## Demografia
| Variação demográfica do município entre 1861 e 2011                               |
|                                                                                   |
| Fonte: Istituto Nazionale di Statistica (ISTAT) - Elaboração gráfica da Wikipedia |